# ویرجینیا گی
ویرجینیا گی (انگلیسی: Virginia Gay؛ زادهٔ ۱۶ سپتامبر ۱۹۸۱) هنرپیشه اهل استرالیا است. وی از سال ۲۰۰۵ میلادی تاکنون مشغول فعالیت بوده‌است.